# Oekraïense hockeyploeg (mannen)
De Oekraïense hockeyploeg voor mannen is de nationale ploeg die Oekraïne vertegenwoordigt tijdens interlands in het hockey.
Oekraïne wist zich vanaf het begin in 1991 nog niet te plaatsen voor een hoofdtoernooi. Het beste resultaat tot nu toe is een vijfde plaats op het Europees kampioenschap hockey B-landen mannen 2011.

## Erelijst Oekraïense hockeyploeg
| Jaar | Champions Trophy | Europees kampioenschap | Olympische Spelen | Wereldkampioenschap | Hockey World League Hockey Pro League |
| ---- | ---------------- | ---------------------- | ----------------- | ------------------- | ------------------------------------- |
| 1991 | geen deelname    | geen deelname          |                   |                     |                                       |
| 1992 | geen deelname    |                        | geen deelname     |                     |                                       |
| 1993 | geen deelname    |                        |                   |                     |                                       |
| 1994 | geen deelname    |                        |                   | geen deelname       |                                       |
| 1995 | geen deelname    | geen deelname          |                   |                     |                                       |
| 1996 | geen deelname    |                        | geen deelname     |                     |                                       |
| 1997 | geen deelname    |                        |                   |                     |                                       |
| 1998 | geen deelname    |                        |                   | geen deelname       |                                       |
| 1999 | geen deelname    | geen deelname          |                   |                     |                                       |
| 2000 | geen deelname    |                        | geen deelname     |                     |                                       |
| 2001 | geen deelname    |                        |                   |                     |                                       |
| 2002 | geen deelname    |                        |                   | geen deelname       |                                       |
| 2003 | geen deelname    | geen deelname          |                   |                     |                                       |
| 2004 | geen deelname    |                        | geen deelname     |                     |                                       |
| 2005 | geen deelname    | geen deelname          |                   |                     |                                       |
| 2006 | geen deelname    |                        |                   | geen deelname       |                                       |
| 2007 | geen deelname    | geen deelname          |                   |                     |                                       |
| 2008 | geen deelname    |                        | geen deelname     |                     |                                       |
| 2009 | geen deelname    | geen deelname          |                   |                     |                                       |
| 2010 | geen deelname    |                        |                   | geen deelname       |                                       |
| 2011 | geen deelname    | geen deelname          |                   |                     |                                       |
| 2012 | geen deelname    |                        | geen deelname     |                     |                                       |
| 2013 |                  | geen deelname          |                   |                     | 21e HWL 2012-13                       |
| 2014 | geen deelname    |                        |                   | geen deelname       |                                       |
| 2015 |                  | geen deelname          |                   |                     | 24e HWL 2014-15                       |
| 2016 | geen deelname    |                        | geen deelname     |                     |                                       |
| 2017 |                  | geen deelname          |                   |                     | 35e HWL 2016-17                       |
| 2018 | geen deelname    |                        |                   | geen deelname       |                                       |
| 2019 |                  | geen deelname          |                   |                     | geen deelname                         |
| 2021 |                  | geen deelname          | geen deelname     |                     | geen deelname                         |
| 2022 |                  |                        |                   |                     | geen deelname                         |
| 2023 |                  | geen deelname          |                   | geen deelname       | geen deelname                         |
| 2024 |                  |                        | geen deelname     |                     | geen deelname                         |